# Roman Hlawacz
Roman Hlawacz (ur. 8 kwietnia 1944 w Tarnopolu) – polski artysta fotograf, fotoreporter, filmowiec. Członek rzeczywisty Okręgu Dolnośląskiego Związku Polskich Artystów Fotografików. Kierownik opolskiego oddziału Okręgu Dolnośląskiego ZPAF. Prezes Foto Klubu Opole.

## Życiorys
Roman Hlawacz związany z dolnośląskim środowiskiem fotograficznym – mieszka, pracuje i tworzy w Opolu. Ukończył Wyższą Szkołę Pedagogiczną w Opolu oraz Studium Fotografii i Filmu w Warszawie. Uzyskał uprawnienia instruktora fotografii i filmu kategorii S oraz instruktora fotografii krajoznawczej. W 1961 został przyjęty w poczet członków Polskiego Towarzystwa Turystyczno-Krajoznawczego. W 1964 roku był pomysłodawcą, inicjatorem i współzałożycielem Amatorskiego Klubu Filmowego Etiuda przy Powiatowym Domu Kultury w Kędzierzynie-Koźlu. W czasie późniejszym był inicjatorem i współzałożycielem Amatorskiego Klubu Filmowego Groteska przy Domu Kultury Zakładów Chemicznych Blachownia – klubu będącego członkiem zbiorowym Międzynarodowej Federacji Filmów Amatorskich. Jako fotoreporter pracował w miesięczniku Opole oraz współpracował z wieloma czasopismami – regionalnymi i ogólnopolskimi. Jest wykładowcą w Studium Kulturalno-Oświatowym oraz w Wyższej Szkole Pedagogicznej w Opolu.
Roman Hlawacz jest autorem i współautorem wielu wystaw fotograficznych – krajowych i międzynarodowych, w Polsce i za granicą; indywidualnych, zbiorowych, poplenerowych oraz pokonkursowych – na których zdobył wiele akceptacji, nagród, wyróżnień, dyplomów, listów gratulacyjnych. Jego fotografie były prezentowane w wielu krajach Europy i świata – m.in. w Austrii, Belgii, Brazylii, Chinach, Czechach, Danii, Francji, Hiszpanii, Korei, Niemczech, Wenezueli, na Węgrzech. Jest autorem i współautorem licznych publikacji (książek, albumów fotograficznych, katalogów, przewodników, folderów) prezentujących – w zdecydowanej większości – fotografię studyjną, fotografię lotniczą, fotografię krajoznawczą.
W 1985 roku Roman Hlawacz został przyjęty w poczet członków rzeczywistych Okręgu Dolnośląskiego Związku Polskich Artystów Fotografików (legitymacja nr 609). W 1992 roku został kierownikiem opolskiego oddziału Okręgu Dolnośląskiego ZPAF.
W 1978 roku otrzymał Dyplom Honorowy Wojewody Opolskiego za działalność na rzecz rozwoju twórczości fotograficznej, w 1997 roku Nagrodę Artystyczną Wojewody Opolskiego – za artystyczną twórczość fotograficzną, w 2006 roku Nagrodę Miasta Opola – za działalność i twórczość fotograficzną, w 2012 roku Nagroda Marszałka Województwa Opolskiego za sukcesy na niwie fotografii artystycznej.
Jest ojcem artystek Anny Hlawacz i Magdaleny Hlawacz. Wraz z żoną Jadwigą prowadził wydawnictwo Oficyna Piastowska.

## Odznaczenia
- Srebrna Odznaka Fotoreportera PS (1971)
- Złota Odznaka Fotoreportera PS (1973)
- Złota Odznaka Przyjaciel Opola (1986)
- Odznaka Honorowa Zasłużonemu Opolszczyźnie (1987)
- Brązowa Odznaka Federacji Amatorskich Stowarzyszeń Fotograficznych w Polsce (1989)
- Odznaka Honorowa Za Zasługi dla Województwa Opolskiego (2008)
- Odznaka honorowa „Zasłużony dla Kultury Polskiej”[23]
- Odznaka honorowa „Za Zasługi dla Turystyki”[23]

Źródło

## Wybrane publikacje (książki, albumy)
- Śląsk Opolski – zabytki i przyroda (2000)
- Moszna – zamek i park (1996, 1999)
- Jubileusz 50-lecia ZAK (1998)
- Góra św. Anny (2003)
- Przyroda Śląska Opolskiego (2003)
- Śląsk Opolski – dziedzictwo i współczesność (2005)
- Almanach fotografii opolskiej (2008)
- Architektura Opola wpisana w dzieje miasta (2008)
- Opolskie z lotu ptaka (2008)
- Atrakcje turystyczne Śląska Opolskiego (2008)

Źródło